# Liste der Biografien/Kreh
Liste der Biografien |
Portal Biografien |
Personensuche
# |
A |
B |
C |
D |
E |
F |
G |
H |
I |
J |
K |
L |
M |
N |
O |
P |
Q |
R |
S |
T |
U |
V |
W |
X |
Y |
Z |
?
 
Ka |
Kb |
Kc |
Kd |
Ke |
Kf |
Kg |
Kh |
Ki |
Kj |
Kl |
Km |
Kn |
Ko |
Kp |
Kr |
Ks |
Kt |
Ku |
Kv |
Kw |
Ky |
Kx |
Kz
 
Kra |
Krb |
Krc |
Kre |
Krg |
Krh |
Kri |
Krj |
Krk |
Krl |
Krm |
Krn |
Kro |
Krp |
Krs |
Krt |
Kru |
Kry |
Krz
 
Krea |
Kreb |
Krec |
Kred |
Kree |
Kref |
Kreg |
Kreh |
Krei |
Krej |
Krek |
Krel |
Krem |
Kren |
Kreo |
Krep |
Kres |
Kret |
Kreu |
Krev |
Krew |
Krex |
Krey |
Krez
Die Liste der Biografien führt alle Personen auf, die in der deutschsprachigen Wikipedia einen Artikel haben. Dieses ist eine Teilliste mit 20 Einträgen von Personen, deren Namen mit den Buchstaben „Kreh“ beginnt.

## Kreh
- Kreh, Heinz-Herbert (1937–2009), deutscher Fußballspieler

### Kreha
- Krehahn, Karl (1869–1946), österreichischer Musikpädagoge
- Krehan, Max (1875–1925), deutscher Keramiker

### Krehb
- Krehbiel, Henry E. (1854–1923), US-amerikanischer Musikkritiker und Musikwissenschaftler
- Krehbiel, Keith (* 1955), US-amerikanischer Politikwissenschaftler

### Krehe
- Kreher, Hans (* 1943), deutscher Politiker (FDP), MdL
- Kreher, Ronny (* 1980), deutscher Fußballspieler
- Kreher, Susanne (* 1998), deutsche Skeletonpilotin

### Krehl
- Krehl, August Ludwig Gottlob (1784–1855), deutscher evangelischer Theologe und Hochschullehrer
- Krehl, Bernd (* 1958), deutscher Fußballspieler
- Krehl, Christoph (* 1958), deutscher Hockeyspieler, Jurist und Richter am Bundesgerichtshof
- Krehl, Constanze (* 1956), deutsche Politikerin (SPD), MdV, MdB, MdEP
- Krehl, Gottlieb Ludolph (1745–1823), deutscher evangelischer Geistlicher
- Krehl, Karl (1783–1824), deutscher Rechtswissenschaftler und Hochschullehrer
- Krehl, Ludolf (1825–1901), deutscher Orientalist
- Krehl, Ludolf (1861–1937), deutscher MedizinerLudolf Krehl (1861–1937)

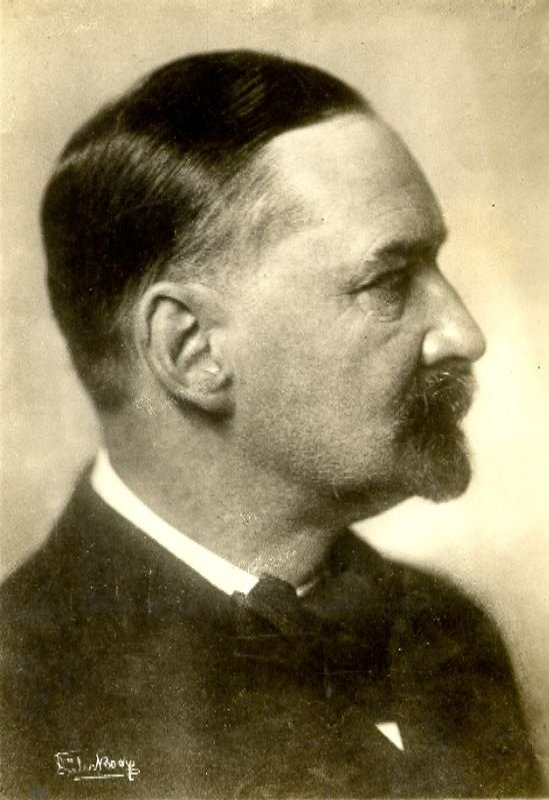
Ludolf Krehl (1861–1937)

- Krehl, Sofie (* 1995), deutsche Skilangläuferin
- Krehl, Stephan (1864–1924), Musiktheoretiker und Komponist
- Krehle, Heinrich (1892–1969), deutscher Gewerkschafter und Politiker (CSU), MdL, bayerischer Staatsminister

### Krehm
- Krehm, Ida (1912–1998), kanadisch-US-amerikanische Pianistin, Dirigentin und Musikpädagogin